# Alıçqışlaq
Alıçqışlaq är en ort i Azerbajdzjan.   Den ligger i distriktet Xaçmaz Rayonu, i den nordöstra delen av landet, 150 kilometer nordväst om huvudstaden Baku. Alıçqışlaq ligger 207 meter över havet och antalet invånare är 532.
Terrängen runt Alıçqışlaq är huvudsakligen platt, men söderut är den kuperad. Runt Alıçqışlaq är det ganska tätbefolkat, med 65 invånare per kvadratkilometer.. Närmaste större samhälle är Xaçmaz, 11,1 kilometer nordost om Alıçqışlaq. 
Trakten runt Alıçqışlaq består till största delen av jordbruksmark.